# Teodor Bodoașcă
Teodor Bodoașcă (n. 16 martie 1951, Iaslovăț, județul Suceava), este un jurist român, în prezent profesor universitar doctor și decan al Facultății de Drept din cadrul Universității „Dimitrie Cantemir” din Târgu Mureș.

## Lucrări publicate
Teodor Bodoașcă este autorul mai multor lucrări de drept civil și drept procesual civil, dintre care menționăm următoarele, ca unic autor:
- Dreptul proprietății intelectuale, ediția a II-a, Editura C.H. Beck, București, 2007;
- Studii de dreptul familiei, Editura C.H. Beck, București, 2007;
- Dreptul proprietății intelectuale, ediția a I, Editura C.H. Beck, București, 2006;
- Legislația adopțiilor. Comentarii și explicații, Editura C.H. Beck, București, 2006;
- Dreptul familiei, Editura All Beck, București, 2005. Această lucrare a primit în anul 2005 premiul „Ion P. Filipescu” din partea Uniunii Juriștilor din România;
- Protecția alternativă a copilului, ediția a II-a, Editura „Dimitrie Cantemir”, Târgu-Mureș, 2006;
- Prelegeri de răspundere civilă delictuală în dreptul român și în cel comparat, Editura „Dimitrie Cantemir”, Târgu-Mureș, 2006;
- Armonizarea legislației civile române cu reglementările europene din domeniu (persoanele și familia), Editura „Dimitrie Cantemir”, Târgu Mureș, 2006, (400 p);
- Protecția alternativă a copilului, ediția I, Editura „Dimitrie Cantemir”, Târgu-Mureș, 2005;
- Dreptul familiei, Editura Burg, Sibiu, 2003;
- Actele de stare civilă, Editura Burg, Sibiu, 2003;
- Introducere în studiul dreptului familiei, Editura Burg, Sibiu, 2002;
- Introducere în studiul dreptului proprietății intelectuale, Editura AISTEDA, București, 2002;
- Competența instanțelor judecătorești în materie civilă, ediția a II-a, Editura ALL BECK, București, 2002;
- Regimul juridic al uzului de armă în contextul legislației românești, Editura Academiei Forțelor Terestre „Nicolae Bălcescu”, Sibiu, 2001;
- Competența instanțelor judecătorești în materie civilă, ediția I, Editura Academiei Forțelor Terestre „Nicolae Bălcescu”, Sibiu, 2001.